# Kælan Mikla
Kælan Mikla est un groupe islandais de rock indé, créé en 2013 à Reykjavik par les musiciennes Laufey Soffía Þórsdóttir, Margrét Rósa Dóru-Harrýsdóttir et Sólveig Matthildur Kristjánsdóttir.
Le groupe interprète ses chansons en islandais et a sorti quatre albums, Kælan Mikla (2016), Mánadans (2017), Nótt eftir nótt (2018) et Undir Köldum Norðurljósum en 2021. Il a joué dans divers festivals dont Eurosonic, Meltdown et Roadburn,,.

## Histoire
Les trois jeunes femmes se rencontrent lorsqu'elles fréquentent une école secondaire connue pour attirer des étudiants en art. En 2013, Margrét et Sólveig s'inscrivent avec Laufey à un concours de slam organisé par une bibliothèque de Reykjavik dont elles remportent le premier prix,.
Elles décident de continuer à jouer de la musique ensemble et prennent le nom de Kælan Mikla, emprunté à un personnage du dessin animé Les Moomins, une adaptation des livres de l'auteure et illustratrice finlandaise Tove Jansson,.
En mai 2014, le groupe diffuse lui-même en numérique et sur CD-R six chansons auto-produites sous le titre Glimmer og aska. En 2015, il attire l'attention sur lui avec la chanson Kalt, diffusée sur YouTube et qui a depuis dépassé le million de vues,. Le premier album, Kælan Mikla, sort en 2016 sur le label grec Fabrika Records spécialisé dans la musique expérimentale. Il est mastérisé par Doruk Öztürkcan, producteur et musicien de She Past Away. Le deuxième album, Mánadans, sort tout d'abord en juillet 2017 au format cassette audio et limité à 200 exemplaires distribués par le trio. Il comprend huit titres enregistrés en 2014 (dont quatre issus de Glimmer og aska) que le groupe n'avait alors pas eu les moyens de sortir sous la forme d'un véritable album. Il est réédité en CD et disque vinyle avec deux morceaux supplémentaires en 2018 par le nouveau label de Kælan Mikla, Artoffact Records.
En 2018, les trois musiciennes jouent dans plusieurs festivals, dont le Meltdown Festival présidé cette année-là par Robert Smith qui les a invitées. Elles se produisent également lors du concert donné pour les quarante ans du groupe The Cure à Hyde Park, puis le 19 avril 2018 au Roadburn Festival de Tilbourg. Le 8 novembre de la même année sort l'album Nótt eftir nótt, publié intégralement sur la chaîne YouTube d'Artoffact. En 2019, le groupe entame une tournée de promotion de l'album en Europe.

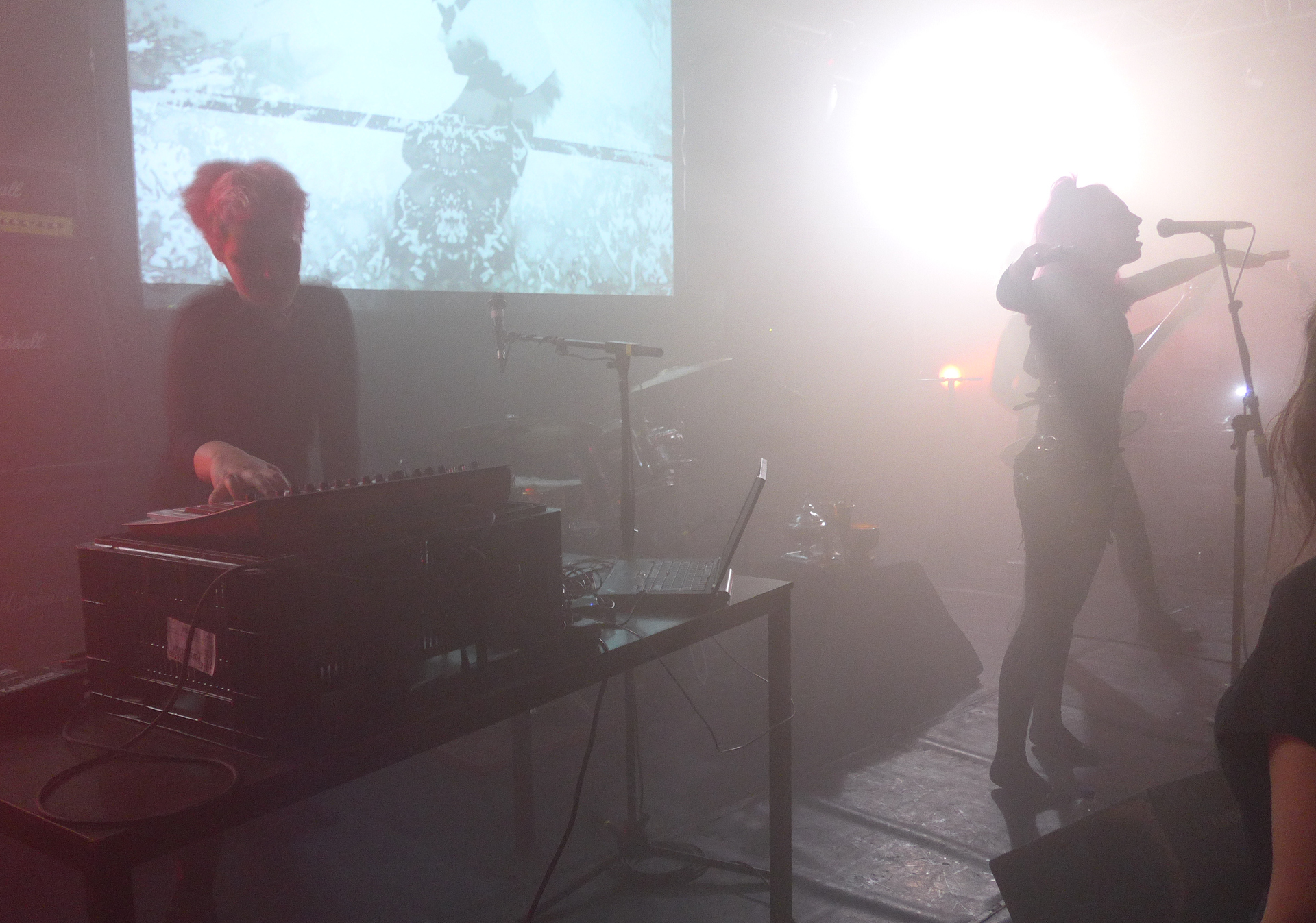
Kælan Mikla au Roadburn Festival de Tilbourg, avril 2018.

Entre avril et octobre 2021 sortent quatre singles, Sólstöður, Ósýnileg, Stormurinn (Tempête) dans un style plus pop ou qualifié de « renouveau post-punk », et Hvítir Sandar ce dernier en collaboration avec Alcest, qui annoncent l'album dont ils sont extraits, Undir Köldum Norðurljósum, qui sort le 15 octobre 2021chez Artoffact Records encore.
En 2024 sort l'album The Phantom Carriage en collaboration avec Barði Jóhannsson, pensé comme un accompagnement musical du film muet La Charrette fantôme (1921) de Victor Sjöström.

## Style
À ses débuts, le groupe joue ce que Jamie Ludwig du webzine britannique FACT nomme des instruments punk traditionnels. Margrét est à la guitare basse et Sólveig à la batterie. Sólveig passe ensuite à la boite à rythme et au synthétiseur, ce qui donne à la musique une inflexion plus sombre. Le groupe est décrit dans la presse comme gothique, darkwave,, synthpunk ou post-punk ; les musiciennes disent cependant ne pas s'identifier à un style particulier et que leur son est susceptible d'évoluer.

## Projet en solo
Sólveig Matthildur mène également une carrière en solo. Elle a sorti deux albums, Unexplained Miseries & The Acceptance Of Sorrow en 2016 et Constantly in Love en 2019.

## Discographie
D'après la page Discogs du groupe

### Albums
- 2016 : Kælan Mikla - Fabrika Records, réédité en 2019 chez Artoffact Records
- 2017 : Mánadans - Autoproduction, réédité chez Artoffact Records en 2018
- 2018 : Nótt eftir nótt - Artoffact Records
- 2021 : Undir Köldum Norðurljósum - Artoffact Records
- 2024 : The Phantom Carriage avec Barði Jóhannsson - Artoffact Records[22]

### Singles/ EP's
- 2014 : Glimmer og aska - Mini album de six titres, autoproduction
- 2014 : Ætli það Sé Óhollt Að Láta Sig Dreyma? - split single partagé avec Aska (en), autoproduction
- 2015 : Demos - EP de 4 titres, autoproduction
- 2021 : Sólstöður - single, Artoffact Records
- 2021 : Ósýnileg - single, Artoffact Records
- 2021 : Stormurinn - single, Artoffact Records
- 2021 : Hvítir Sandar (avec Alcest) - single, Artoffact Records
- 2024 : Stjörnuljós - single, Artoffact Records